# Patrick Zwaanswijk
Patrick Zwaanswijk (ur. 17 stycznia 1975) – holenderski piłkarz występujący na pozycji obrońcy.

## Kariera klubowa
Od 1998 do 2013 roku występował w klubach FC Utrecht, Oita Trinita, NAC Breda i Central Coast Mariners.